# 38 Special (группа)
38 Special (иногда обозначается как .38 Special или Thirty-Eight Special) — американская рок-группа, созданная в 1974 году в Джэксонвилле, штат Флорида, Донни Ван Зантом и Доном Барнсом, жившими по соседству. Донни был младшим братом Ронни Ван Занта, вокалиста Lynyrd Skynyrd.
Существует две версии относительно появления названия группы. По одной из них, группа получила его в честь подержанного автомобиля Buick Special 1938 года, который подарили Донни Ван Занту на шестнадцатилетие родители. По другой, в честь популярной модели патрона .38 Smith & Wesson Special.

## История
Первоначальный состав группы включал гитаристов-вокалистов Донни Ван Занта и Дона Барнса, гитариста Джеффа Карлизи, барабанщиков Джека Грондина и Стива Брукинса и басиста Кена Лайонса. В этом составе 38 Special выступали в клубах Флориды и Джорджии, исполняя как блюзовые стандарты, так и свои собственные песни. Со временем, группу заметили и она заключила контракт с лейблом A&M, на котором в мае 1977 года вышел дебютный одноимённый альбом, спродюсированный бывшим басистом Edgar Winter Group Дэном Хартманом.
Выход пластинки почти совпал с авиакатастрофой, которая унесла жизни старшего брата Донни Ван Занта Ронни вместе с тремя другими участниками Lynyrd Skynyrd и был едва замечен прессой. Однако альбом добрался до 148 места в чарте Billboard 200.
В том же году группу покинул Кен Лайонс и его место занял один из основателей Skynyrd Ларри Юнгстрем. Вместе с ним, снова под покровительством Дэна Хартмана, 38 Special записали альбом Special Delivery, выпущенный в 1978 году.
Третий альбом Rockin' into the Night был записан в 1979 году и выпущен в начале 1980 года уже под руководством продюсера Родни Миллса, успевшего поработать со Skynyrd и Atlanta Rhythm Section. В этом альбоме группа решила привнести в своё звучание элементы стадионного рока, благодаря чему Rockin' into the Night попал на 57 место в Billboard 200. Бэк-вокал в альбоме исполнила Дэйл Крантц, которая в том же году присоединилась к Rossington-Collins Band, а на фортепиано сыграл клавишник Lynyrd Skynyrd Билли Пауэлл. Заглавная песня, ставшая первым хитом группы, была написана участниками чикагской группы Survivor и должна была выйти в их первом альбоме, однако продюсер Рон Невисон счёл песню слишком «южной» и решил отдать её 38 Special.
В 1981 году 38 Special, снова положившись на продюсерский талант Миллса, выпустили альбом Wild-Eyed Southern Boys. Этот альбом стал настоящим прорывом для группы, пробившись до 18 места в США и став платиновым. Синглы «Hold On Loosely» и «Fantasy Girl» попали в билбордовские чарты Mainstream Rock Tracks и Hot 100, причём «Hold On Loosely» на 27 место в «горячей сотне» и 3 место в Mainstream Rock. Одноимённая альбому «Wild-Eyed Southern Boys» тоже засветилась в Mainstream Rock. 26 апреля 1981 группа выступила на благотворительном концерте для March of Dimes, а в августе того же года впервые пересекла океан, выступив на ежегодном британском фестивале в Рединге.
В 1982 году вышел альбом Special Forces. На этот раз, вместе с Родни Миллсом продюсированием занялись Дон Барнс и Джефф Карлизи. Альбом снова получил платину и попал в Топ 10. Четыре сингла попали в Mainstream Rock, а два из них в Топ 40 Billboard Hot 100. Песня «Caught Up in You» заняла 10 строчку в «горячей сотне» и вершину Mainstream Rock, а клип на неё получил мощную поддержку на MTV. Для раскрутки альбома группа отправилась в тур по США с Iron Maiden в качестве разогрева.
Следующий альбом Tour de Force 1983 года стал третьим подряд «платиновым диском» в истории группы. В чарте альбомов он занял 22 позицию, а песни «If I’d Been the One» и «Back Where You Belong» вошли в двадцатку чарта синглов. В 1984 году, песня группы «Teacher, Teacher», выпущенная в качестве саундтрека к фильму Учителя, попадает на 25 место в чарте синглов.
В 1986 году вышел седьмой альбом группы, под названием Strength in Numbers, спродюсированный Китом Олсеном. Он занял 17 строчку в Billboard 200, перезаписанная версия «Like No Other Night» из первого альбома заняла в чарте синглов 14 строчку, а «Somebody Like You» 48. На следующий год выходит сборник Flashback: The Best of 38 Special занявший 35 место в чарте. Дополнительно к нему прилагался концертный макси-сингл, состоящий из четырёх песен. В том же году группа записала песню «Back to Paradise» для фильма Месть полудурков 2: Полудурки в раю.
В этот период в группе происходит смена кадров. Её покидают Барнс и Брукинс, и появляются гитарист Дэнни Чонси и вокалист-клавишник Макс Карл. В этом составе 38 Special записали Rock & Roll Strategy, выпущенный в 1988 году и содержащий последний крупный хит группы «Second Chance», занявший 6 место в Billboard Hot 100. Сам же альбом достиг лишь 61 места.
В 1991 году на лейбле Charisma Records вышел девятый альбом Bone Against Steel, достигший в чарте 170 места. Песня «The Sound of Your Voice» добралась до 2 места в Mainstream Rock и 33 места в Hot 100.
Следующий альбом группы вышел только через шесть лет, за которые её покинул Макс Карл и Джек Грондин и вернулся Дон Барнс. Альбом получил название Resolution и вышел летом 1997 года на нью-йоркском лейбле Razor & Tie. В 2001 году на независимом лейбле CMC International группа выпускает рождественский альбом A Wild-Eyed Christmas Night.
В 2004 году на Sanctuary Records выходит новый студийный альбом группы, названный Drivetrain. В него была включена песня «Trooper with an Attitude», написанная группой для фильма 2001 года Super Troopers.
В 2007 году, 38 Special выступали в качестве разогрева во время совместного тура Lynyrd Skynyrd и Хэнка Уильмса-младшего Rowdy Frynds Tour. В сентябре 2008 года, специально для передачи CMT Crossroads, группа выступила совместно с кантри-музыкантом Трэйсом Эдкинсом, исполнив как хиты группы так и Эдкинса. В 2009 году, 38 Special в связке с REO Speedwagon и Styx отправились в тур Can’t Stop Rockin' Tour.
На данный момент[какой?] группа состоит из вокалистов-гитаристов Донни Ван Занта и Дона Барнса, гитариста Дэнни Чонси, басиста Ларри Юнгстрема, клавишника Бобби Кэппса и барабанщика Гари Моффатта.

## Составы

### Текущий состав
- Донни Ван Зант — вокал, гитара (1974-настоящее время)
- Дон Барнс — вокал, гитара, мандолина, клавишные, губная гармоника (1974—1987, 1992-настоящее время)
- Ларри Юнгстрем — бас-гитара, гитара (1977-2019; умер в 2019)
- Дэнни Чонси — гитара, бэк-вокал (1987-настоящее время)
- Бобби Кэппс — вокал, клавишные (1991-настоящее время)
- Гари Моффатт — ударные, перкуссия (1997-настоящее время)

### Бывшие участники
- Джефф Карлизи — гитара (1974—1996)
- Джек Грондин — ударные, перкуссия (1974—1991)
- Стив Брукинс — ударные, перкуссия (1974—1987)
- Кен Лайонс — бас-гитара (1974—1977)
- Кэрол Бристоу — бэк-вокал (1977—1987)
- Дэйл Крантц — бэк-вокал (1977—1979)
- Нэнси Хендерсон — бэк-вокал (1980—1981)
- Лу Мосс — бэк-вокал (1981—1984)
- Стив Макрэй — клавишные, губная гармоника, бэк-вокал (1986—1987)
- Линн Хайнеман — бэк-вокал (1986—1987)
- Макс Карл — вокал, клавишные (1987—1992)
- Скотт Мидер — ударные, перкуссия (1991—1992)
- Скотт Хоффман — ударные, перкуссия (1992—1997)
- Донни Болдуин — ударные, перкуссия (временно заменяющий Скотта Хоффмана) (1996)

## Дискография
- 38 Special (1977)
- Special Delivery (1978)
- Rockin' into the Night (1979)
- Wild-Eyed Southern Boys (1980)
- Special Forces (1982)
- Tour de Force (1983)
- Strength in Numbers (1986)
- Rock & Roll Strategy (1988)
- Bone Against Steel (1991)
- Resolution (1997)
- A Wild-Eyed Christmas Night (2001)
- Drivetrain (2004)